# فاطمة محمد دوس سانتوس
فاطمة محمد دوس سانتوس هي سياسية إسبانية مثلت سبتة في مجلس الشيوخ الإسباني في المجلسين التشريعيين الحادي عشر والثاني عشر. هي عضوة في الحزب الشعبي.

## الحياة
ولدت دوس سانتوس في برشلونة، وكانت عضوًا في جمعية سبتة منذ عام 2011 وشغل منصب النائب الثاني لرئيس مجلس إدارة الجمعية. في عام 2015 تم انتخابها لعضوية مجلس الشيوخ الإسباني لتمثيل سبتة كعضو في حزب الشعب. أعيد انتخابها في عام 2016. شغلت منصب السكرتير الأول للجنة المساواة وعضو لجنة التوظيف والضمان الاجتماعي، ولجنة سياسات الإعاقة المتكاملة، وبين 13 سبتمبر 2016 و8 نوفمبر 2017 في اللجنة الدستورية.